# Amerika (Opća opasnost)
Amerika je treći album županjske rock skupine Opća opasnost.

## Popis pjesama
1. "Mačka" (Mario Vestić, Opća opasnost) - 4:23
2. "Iskrena" (Žarko Fabek, Opća opasnost) - 6:05
3. "U tvojim očima" (John Norum, Opća opasnost) - 4:07
4. "Ima nešto" (Žarko Fabek, Opća opasnost) - 4:18
5. "Progoniš me" (Mario Vestić, Opća opasnost) - 2:49
6. "Amerika" (Mario Vestić, Opća opasnost) - 4:28
7. "Vjetar" (Žarko Fabek, Opća opasnost) - 4:58
8. "Ti mi nećeš reći zbogom" (Mario Vestić, Opća opasnost) - 5:06
9. "Rock & roll ne trpi mol" (Vlado Jozić / Opća opasnost, Mario Vestić, Opća opasnost) - 3:37
10. "Poklonjen san" (Žarko Fabek, Vlasta Fabek, Opća opasnost) - 3:13
11. "Rođen na dnu" (Vlado Jozić / Opća opasnost) - 3:30
12. "Drakula" (Žarko Fabek, Opća opasnost) - 4:07
13. "Ja bit ću tu" (Pero Galić/Ranko Šlibar/ Opća opasnost) - 3:25

## Vanjske poveznice
- Službene stranice sastava  Arhivirana inačica izvorne stranice od 30. siječnja 2009. (Wayback Machine)